# اودرویتس
اودرویتس (به آلمانی: Oderwitz) یک شهر در آلمان است که در گورلیتس واقع شده‌است. اودرویتس ۵٬۵۹۰ نفر جمعیت دارد.

## خواهرخوانده
شهرهای هاسمرسهایم، Schlierbach و یودانین خواهرخوانده‌های اودرویتس هستند.